# Oysterband
Oysterband è un gruppo folk-rock inglese costituito nel 1976 a Canterbury, dopo aver utilizzato i nomi di Fiddler's Dram, Oyster Ceilidh Band e Oyster Band (o The Oyster Band).

## Storia della Oysterband
Il nome del gruppo deriva dalla città di Whitstable, famosa per la sua produzione di ostriche nella contea del Kent e ha cambiato spesso formazione riuscendo a fondere l'energia del pop/rock con quella della musica tradizionale inglese.
Tra le canzoni e singoli pubblicati si possono ricordare quelli di When I'm Up I Can't Get Down, Native Son, The Road to Santiago, The Oxford Girl, The World Turned Upside Down, Everywhere I Go e Put Out The Lights.

## Formazione
- John Jones - organetto, voce;
- Ian Telfer - violino, sassofono
- Alan Prosser - chitarra
- Dil Davies - batteria
- Al Scott - basso, mandolino
- Adrian Oxaal - violoncello, basso

## Discografia

### Album in studio
come Fiddler's Dram
- 1978 - To See the Play
- 1980 - Fiddler's Dram

come Oyster Ceilidh Band
- 1980 - Jack's Alive

come Oyster Band
- 1985 - Liberty Hall
- 1987 - Step Outside
- 1987 - Wide Blue Yonder
- 1989 - Ride
- 1990 - Freedom & Rain con June Tabor

come OysterBand
- 1992 - Deserters
- 1993 - Holy Bandits
- 1995 -The Shouting End of Life
- 1997 - Deep Dark Ocean
- 1999 - Here I Stand
- 2002 - Rise Above
- 2007 - Meet You There
- 2011 - Ragged Kingdom con June Tabor
- 2014 - Diamonds on the Water

### Live
- 2005 - The 25th Anniversary Concert

### Raccolte
- 1995 - Trawler
- 1998 - Pearls from the Oysters
- 2000 - Granite Years: Best of 1986-1997